# Ambiente y Medio
“Ambiente y Medio” es un ciclo periodístico, con nueve años de trayectoria, dedicado a la difusión de la temática ambiental. Es el único programa de ecología de la televisión abierta del país. Ganador del premio Martín Fierro 2017, 2018, 2021 y 2024 al mejor programa cultural/educativo. Declarado de interés público por la Honorable Cámara de Senadores de la Nación en 2017. Reconocido con el premio Santa Clara de Asís como mejor programa de televisión 2018, Mención Especial en los premios UBA 2020 y Premio Argentina Economía Circular 2023.

## El Programa
En “Ambiente y Medio” se presentan temas relevantes en materia medioambiental como cambio climático, minería a cielo abierto, energías renovables, agroecología, diferentes tipos de contaminación, movilidad sustentable y el gran problema de la basura, en el país y en el mundo. La conducción está a cargo de Mauricio Federovisky y Agustina Legasa, más conocida como Blonda Verde. Se emite todos los domingos a las 11 hs. por América TV y los domingos en horarios rotativos por A24. Un programa que propone despertar a la sociedad hacia una ciudadanía ambiental. 

## Contenido
Es un "magazine verde" con una mirada federal. Incluye entrevistas, informes periodísticos, investigaciones sobre temas de actualidad, segmentos de turismo de naturaleza, hitos históricos y culturales, buenas prácticas ambientales, problemáticas socioambientales y más.

## Staff
Producción: Fundación Ambiente y Medio - Alberto Brufman
Producción ejecutiva: Sabina Brufman
Producción general: Nora Trumper 
Producción periodística: Gisela Teplitz, Luciana Dorigo 
Conducción: Mauricio Federovisky, Agustina Legasa (Blonda Verde) 
Edición y Arte digital: Ana Méndez Rutyna, Luis Robertazzi 
Camarógrafos: Agustín De la Rosa y Marcelo Bottazzi 
Logística: Noelia Espósito

## Fundación Ambiente y Medio
Presidente: Alberto Brufman
Tesorera: Sabina Brufman
Directora ejecutiva: Luciana Dorigo
Administración: Magalí Méndez 
Comunicación: Fernanda Motta
Diseño Gráfico: Cintia Dorigo
Programación: Carlos Armada

### Premios Martín Fierro
| 2016 | Mejor programa cultural y educativo | Ambiente y Medio | Ganador |
| 2017 | Mejor programa cultural y educativo | Ambiente y Medio | Ganador |
| 2021 | Mejor programa cultural y educativo | Ambiente y Medio | Ganador |
| 2024 | Mejor programa cultural y educativo | Ambiente y Medio | Ganador |

### Otros galardones
| 2018 | Mejor programa de la TV | Ambiente y Medio | Ganador |